# 公司的力量
公司的力量是中国中央电视台所制作的一部10集电视纪录片，于2009年制作。该片于2010年8月23日至9月1日，每晚21时20分在中国中央电视台经济频道播映。
《公司的力量》是一部探讨公司制度的电视纪录片，总导演任学安。

## 节目内容

### 第三集：猎富时代
- 主题：企业家与企业家精神
- 时代背景及事件：

- 1776 美国独立前夜，托马斯·潘恩的小册子《常识》开始在北美大陆流传，激励人们反抗暴政和奴役，据称，其影响力在当时仅次于《圣经》。

- 线索：

- 美国《企业家》杂志发刊词
- 科尼利尔斯·范德比尔特
- 本杰明·富兰克林
- 约翰·洛克菲勒
- 安德鲁·卡内基

### 第五集：危机时刻
關鍵字筆記(從影片本身):
紐約證交所
摩根 華爾街 與 美國
產業資本 與 金融資本 的交匯
1907 年 的 "最後貸款人角色"
1929 年 經濟危機 工業 金融 房地產 的困境
聯邦儲備局的決定

## 创作团队
- 总导演：任学安（中央电视台一套（综合频道）副总监）
- 制片人：周艳，高晓蒙，孙燕梅
- 执行总编导：黄骥，刘颖
- 海外拍摄执行总编导：段骏，刘军卫
- 编导组：张旭，高隽，呼涛，叶琳，章晓宇，裔欣，程乐平，李宁，李晋雄，王晓峰
- 撰稿组：刘军卫，段骏，章晓宇，刘颖，张旭，黄骥，高隽，李宁，李晋雄，孙岷

## 附加产品
- 同名图书：由山西教育出版社出版

## 引用
1. ↑  新华网：专家学者热评大型电视纪录片《公司的力量》，2010年9月1日 （页面存档备份，存于）